# Librem 5
Das Librem 5 ist ein freies Smartphone des Herstellers Purism. Bei einer Crowdfunding-Kampagne wurden 2,2 Mio. US-Dollar eingenommen und damit das Ziel von 1,5 Mio. US-Dollar deutlich übertroffen. Durch die nachträgliche Veröffentlichung seiner gesamten technischen Dokumentation wird das Librem 5 mancherorts als das erste vollständig als Open-Source-Hardware zu bezeichnende Smartphone wahrgenommen.

## Charakteristika
Bei der Herstellung von Librem 5 kommen fast ausschließlich freie Software, freie Firmware und freie Hardware zum Einsatz. Der Hersteller Purism hat Endkunden versprochen, Sicherheit, Privatsphäre und die vollständige Kontrollierbarkeit in den Fokus der Entwicklung zu stellen.

### Hardware
Statt die Hardware möglichst kompakt auf das Mainboard zu bauen, wurden einige Komponenten mittels standardisierter Schnittstellen angebunden. Das ermögliche fast vollständiges Auswechseln und Nachrüsten der Teile nur mithilfe eines Schraubenziehers. Zudem besteht mehr Kontrolle über diese Komponenten, da zum Beispiel das Mobilfunkmodem keinen direkten Zugang mehr zum Prozessor hat. Drei Hardwareschalter sorgen dafür, dass datenschutzsensible Komponenten wie Kamera, Mikrofon und Modems nicht mehr mit Strom versorgt werden und somit im abgeschalteten Zustand unerreichbar für Angriffe oder Datenerfassung sind.
Purism versprach, die Hardware nicht zu einem Geschäftsgeheimnis zu machen und die Schaltpläne vollständig zu veröffentlichen, nachdem die Investitionen durch den Kauf des Smartphones gedeckt seien. Das Unternehmen kam dem am 21. September 2024 nach. Die Pläne der Revision Birch wurden bereits veröffentlicht.

### Software
Als Betriebssystem vorinstalliert ist kein Android oder iOS, sondern PureOS, eine GNU/Linux-Distribution basierend auf Debian. Diese soll sowohl Privatsphäre als auch Sicherheit von Haus aus bieten, kann aber auch vollständig durch andere Betriebssysteme ersetzt werden. Proprietäre Firmware versucht der Hersteller möglichst zu umgehen und durch freie Lösungen zu ersetzen. Zum Hochfahren wird das quelloffene BIOS coreboot verwendet.
PureOS soll zudem konvergent sein. Das bedeutet, angeschlossen an einen Monitor, Maus und Tastatur erhält der Nutzer ein vollwertiges Desktopsystem. Sowohl PureOS als auch viele dort laufender Programme passen ihr Layout an die zur Verfügung gestellte Bildschirmauflösung an und wechseln zwischen Touchscreen- und Mauseingabemethoden für die jeweils bessere Nutzbarkeit. Das Erstellen adaptiver GTK-Apps wird vereinfacht durch Purisms selbst-entwickelter GUI-Bibliothek libhandy.

## Entwicklung
Das Purism-Team arbeitet mit Gnome und KDE zusammen und reicht Software-Anpassungen, wie bei Gnome Web oder dem Linux-Kernel, zurück, anstatt eigene Forks zu pflegen.

## Veröffentlichung
Die Veröffentlichung des Geräts wurde zunächst für Januar 2019 angekündigt. Später verschob Purism den Release aufgrund von CPU-Problemen auf April 2019, schließlich sollte es im 3. Quartal 2019 erhältlich sein. Am 24. September 2019 erschien die erste Auflage des Geräts. Diese wurde jedoch nur an Purism-Mitarbeiter ausgegeben. Am 27. November 2019 berichteten erste Käufer vom Erhalt ihres Geräts. Nachfolgende Auflagen sollten stetige Hardware- und Software-Verbesserungen zur Vorgängerauflage beinhalten. Die vorbestellten Geräte wurden laut Hersteller seit November 2020 ausgeliefert. Auch im August 2022 warteten noch Kunden, die in 2018 bestellt hatten, auf ihr Gerät und für neue Bestellungen wurde mit einer Lieferzeit von 52 Wochen gerechnet.

## Verweise
- puri.sm – Netzauftritt des Herstellers